# Beta vulgaris
La barbabietola (Beta vulgaris L.) è una pianta angiosperma dicotiledone appartenente alla famiglia Amaranthaceae.
Ne esistono diversi tipi: da zucchero, da orto, da foraggio destinate all'alimentazione del bestiame.

## Storia

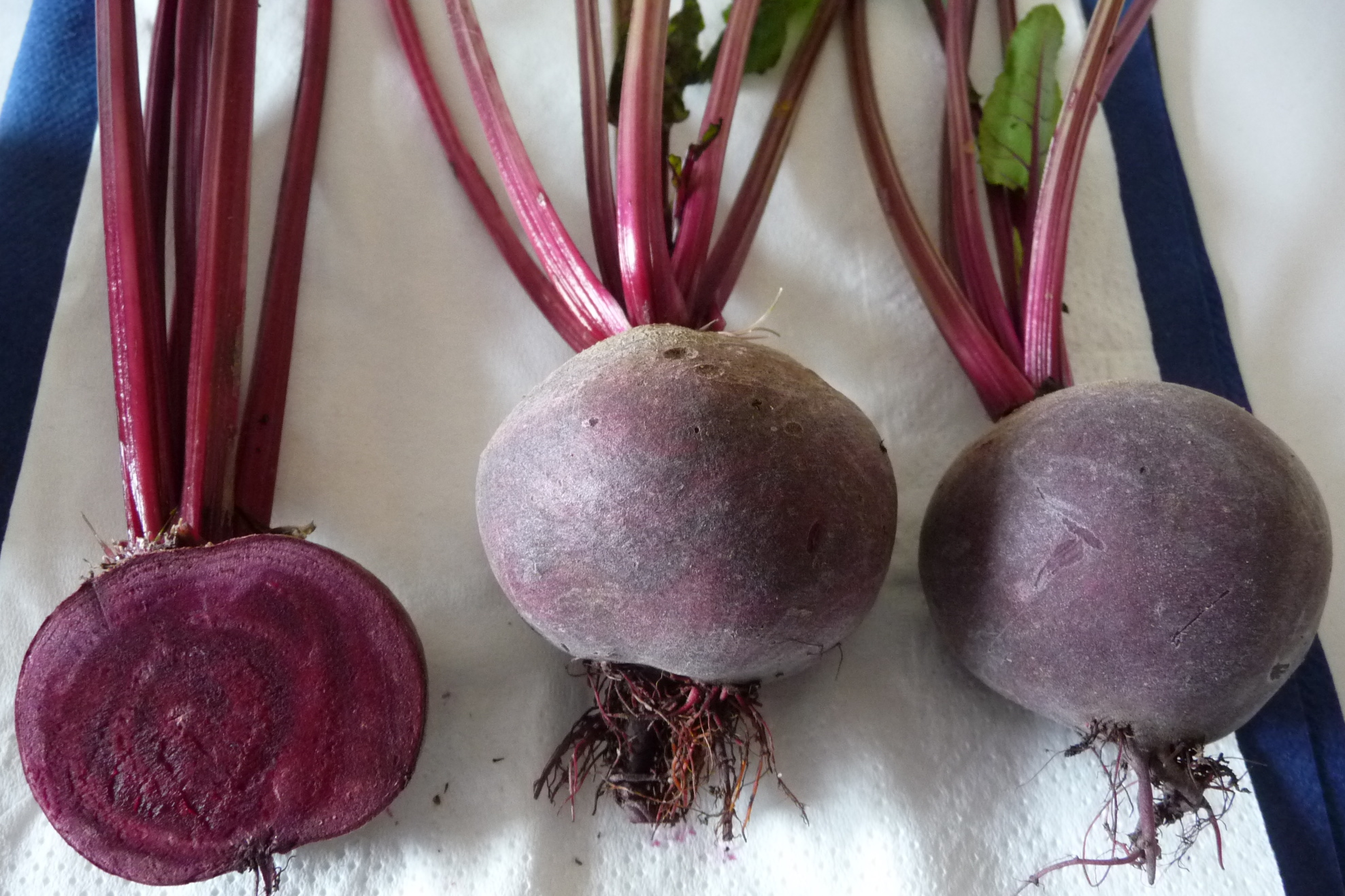
Barbabietole

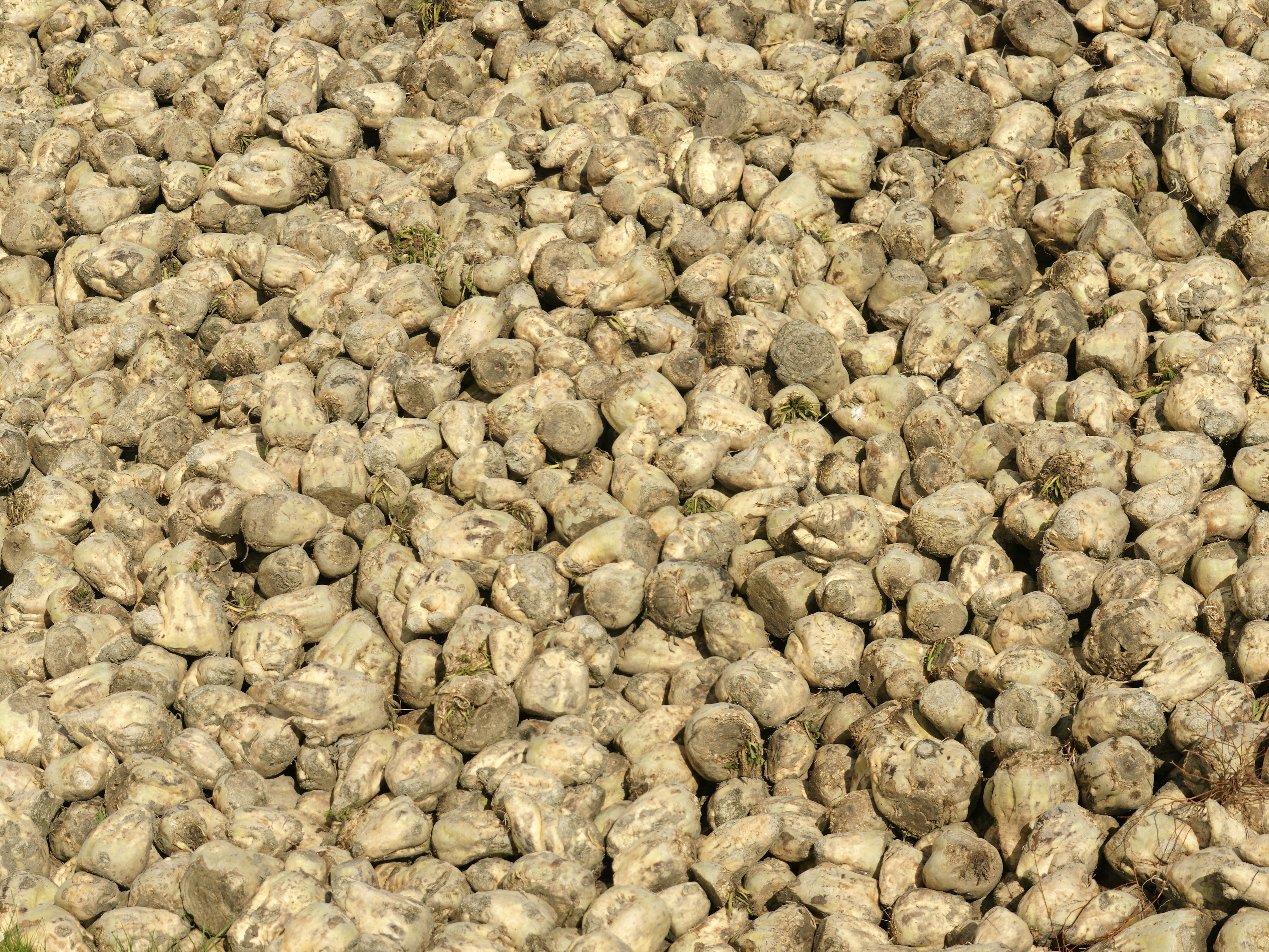
Barbabietole da zucchero

B. vulgaris fa la sua comparsa già nel mondo greco. Teofrasto ne parla col nome di τεῦτλον (tèutlon). A Roma ne parlano Plinio il Vecchio e Columella in quanto veniva infatti usata non solo come cibo, ma anche come medicinale.
Già nel XV secolo era assai diffusa la sua coltivazione, soprattutto nei monasteri. Inizialmente veniva coltivata per le sue foglie, in seguito si diffuse anche il consumo della radice (specialmente la variante rossa).
Lo sviluppo delle colture di barbabietola è strettamente legato alla scoperta dello zucchero che se ne può estrarre. Nel XVII secolo l'agronomo francese Olivier de Serres annotò che la barbabietola cotta produce un succo simile allo sciroppo di zucchero, ma questa affermazione non ebbe seguito.
Finalmente nel 1747 il chimico prussiano Andreas Sigismund Marggraf dimostrò che i cristalli dal sapore dolce ricavati dal succo di barbabietola erano gli stessi che si ottenevano dalla canna da zucchero, ma non andò oltre. Fu un suo allievo, Franz Karl Achard, che cominciò a produrre commercialmente lo zucchero, aprendo una prima fabbrica nel 1801 a Kunern, nella Bassa Slesia (al tempo regione prussiana, oggi in Polonia).
Ai primi dell'Ottocento, comunque, lo zucchero di canna era ancora diffusissimo. Ma le guerre napoleoniche, con il blocco dell'importazione dello zucchero di canna (1806), fecero sì che la sperimentazione sulle barbabietole procedesse più speditamente, finché nel 1811 alcuni scienziati francesi mostrarono a Napoleone dei panetti di zucchero estratto da barbabietola: l'imperatore ne ordinò la coltivazione (su ben 320 km² di terreno) e, grazie anche all'intervento del finanziere ed imprenditore Benjamin Delessert, che aprì in Francia il primo stabilimento ove si estraeva lo zucchero dalla barbabietola con il metodo di Achard opportunamente perfezionato, nel giro di pochi anni sorsero più di 300 fabbriche di zucchero da barbabietola in tutta Europa.
Oggi l'Europa coltiva 120 milioni di tonnellate di barbabietole e produce 16 milioni di tonnellate di zucchero bianco; la Francia e la Germania sono i maggiori produttori ma, eccettuato il Lussemburgo, tutti i paesi dell'Unione europea estraggono zucchero dalle barbabietole in quantità tale da soddisfare il 90% del fabbisogno.
In Italia la barbabietola viene coltivata dalla fine del XVII secolo, specialmente nella Pianura Padana e nelle province di Ferrara, Ravenna, Mantova e Rovigo.

## Descrizione

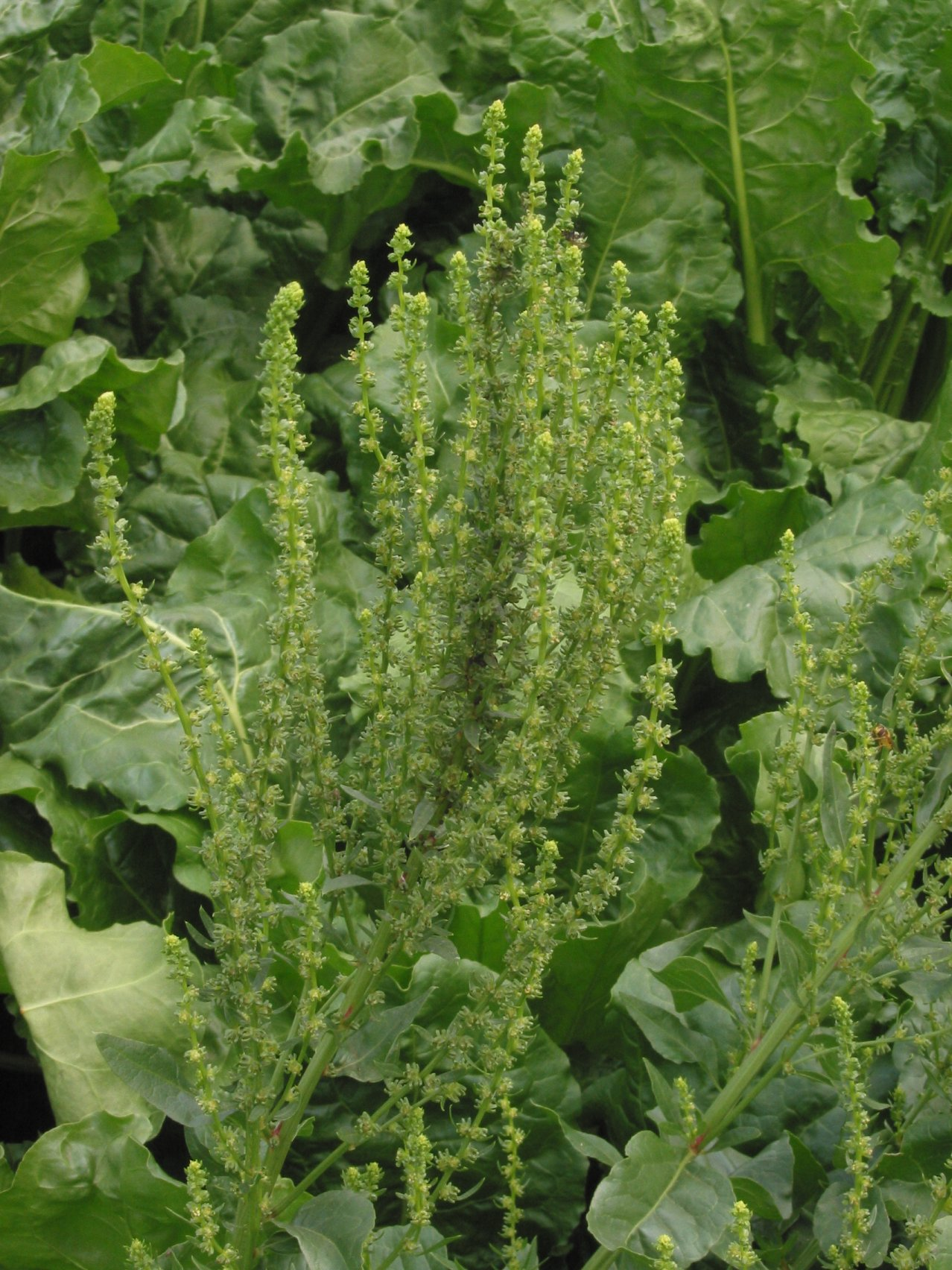
Infiorescenza di Beta vulgaris

La barbabietola è una pianta erbacea bienne in coltivazione, raramente perenne, a radici fittonanti, con fusti che possono arrivare a 1-2 m di altezza. Le foglie sono a forma di cuore, lunghe 5-20 cm nelle piante selvatiche (spesso molto più grandi nelle piante coltivate). I fiori sono molto piccoli, dal diametro di 3-5 mm, di colore verde o rossastro, con cinque petali; sono raccolti in dense spighe L'impollinazione è anemofila  e secondariamente entomofila. Il frutto è costituito da un gruppo di duri acheni modificati, con semi lenticolari.

## Distribuzione e habitat
Le forme selvatiche di Beta vulgaris sono distribuite nell'Europa sud-occidentale, settentrionale e sud-orientale lungo le coste atlantiche e il Mar Mediterraneo, nel Nord Africa, in Macaronesia, fino all'Asia occidentale. Naturalizzate, si trovano anche in altri continenti.  Le piante crescono sulle scogliere costiere, sulle spiagge sabbiose e pietrose, nelle saline o nelle praterie costiere e in luoghi ruderali o disturbati.
Le barbabietole vengono coltivate in tutto il mondo, nelle regioni in cui non si verificano forti gelate. Preferiscono temperature relativamente fresche tra i 15 e i 19 °C. Le bietole da foglia possono prosperare a temperature più calde rispetto alle barbabietole rosse. Discendenti di piante costiere, tollerano i terreni salati e la siccità. Crescono meglio su terreni con pH neutro o leggermente alcalini contenenti nutrienti per le piante e inoltre sodio e boro.

## Coltivazione

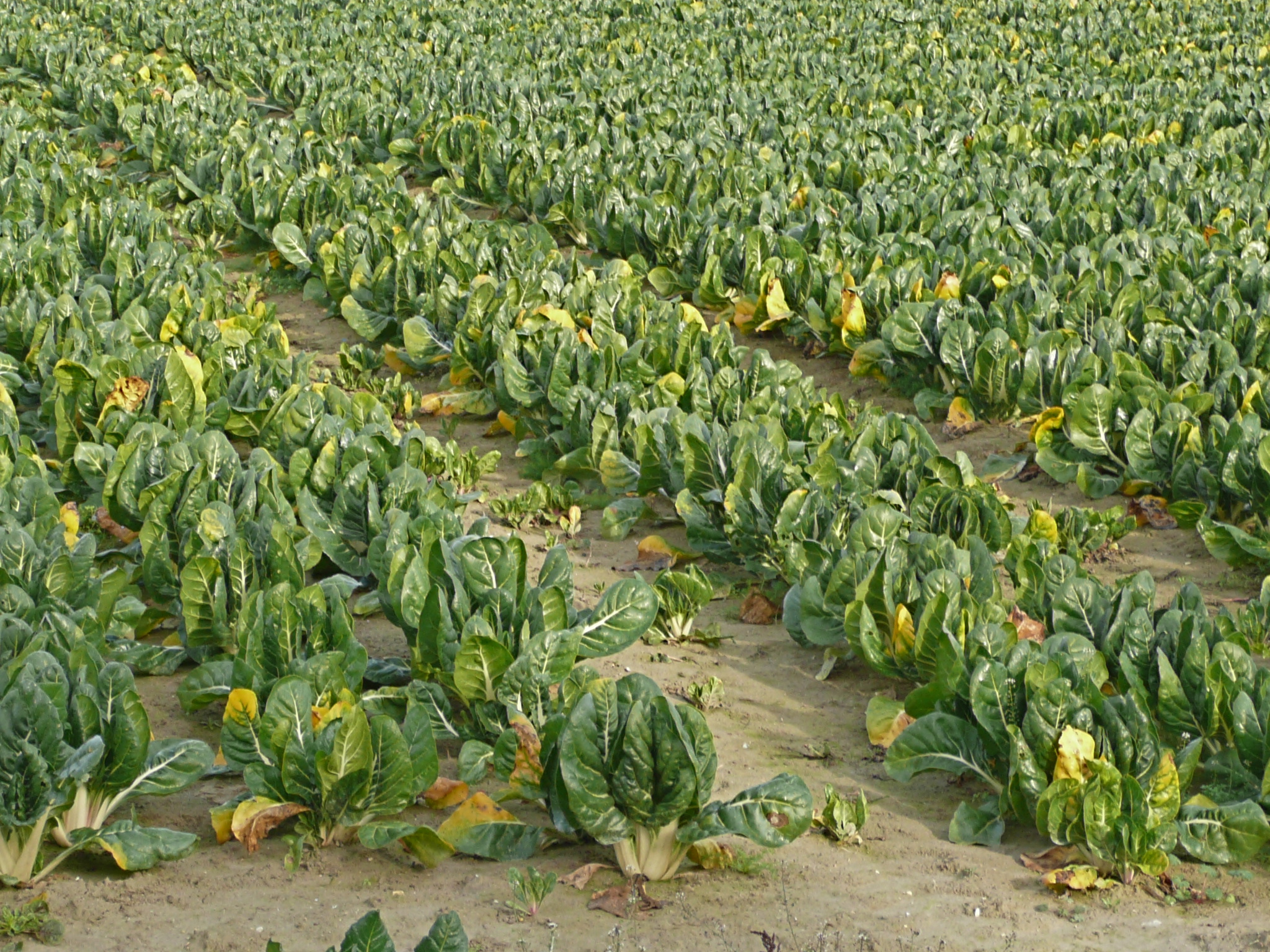
Coltivazione di bietole da costa

La barbabietola viene coltivata nei paesi a clima temperato. È una pianta a ciclo biennale: nel primo anno nella radice si accumulano riserve sotto forma di zucchero, nel secondo si sviluppa il fusto fiorifero. In coltura, per poter estrarre lo zucchero, la pianta viene estirpata al completamento dello sviluppo del primo anno.
Nelle regioni settentrionali viene seminata in primavera e raccolta a partire dalla fine di agosto. Nel meridione, per ridurre le contrazioni della resa in radici e in zucchero, dovute alla maggiore intensità dei processi respiratori causata dalle temperature più alte, si coltiva invece a ciclo autunno-primaverile, con raccolta in estate.
Gradisce un terreno di medio impasto, neutro o appena basico, e ben drenato, ma è una delle specie agrarie che si adatta meglio ai terreni argillosi, purché ben sistemati dal punto idraulico.

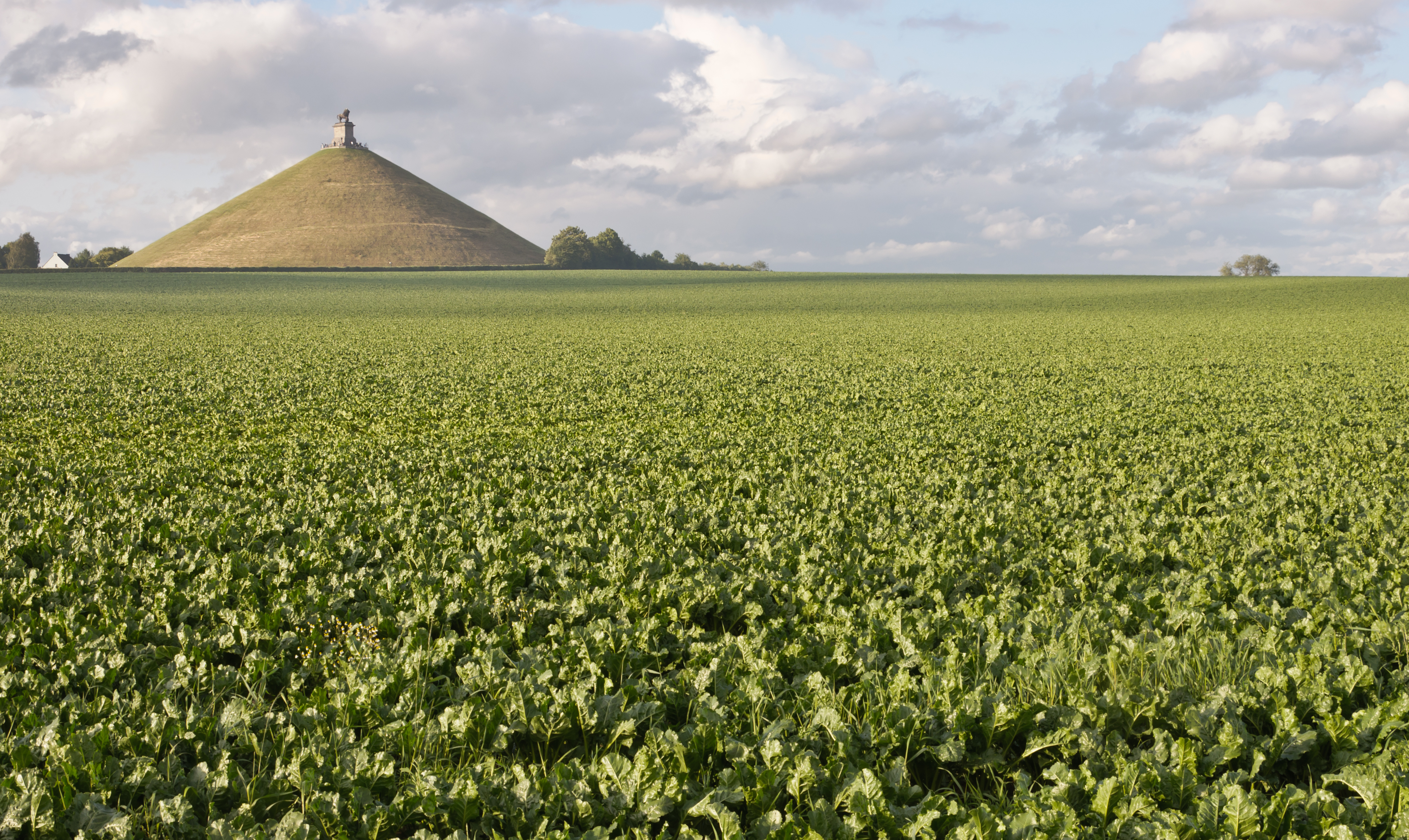
Barbabietole da zucchero nel campo di battaglia di Waterloo, Braine-l'Alleud, Belgio

Le barbabietole vengono coltivate come foraggi, per lo zucchero (es. barbabietola da zucchero), come ortaggio a foglia (bietole), o come tubero (barbabietole). 
Le cultivar di bietole e barbabietole sono numerose: il catalogo comune dell'Unione Europea riconosce oltre 2400 varietà registrate di Beta vulgaris e delle sue sottospecie.
Il sapore di "terra" di alcune tipologie di barbabietola deriva dalla presenza di geosmina. I ricercatori non hanno ancora chiarito se sono le stesse barbabietole a produrre geosmina, o se è prodotta dai microbi simbiotici del terreno che vivono nella pianta.Tuttavia, esistono programmi di riproduzione in grado di produrre coltivazioni con livelli di geosmina bassi rendendo il sapore più accettabile per i consumatori.

## Usi

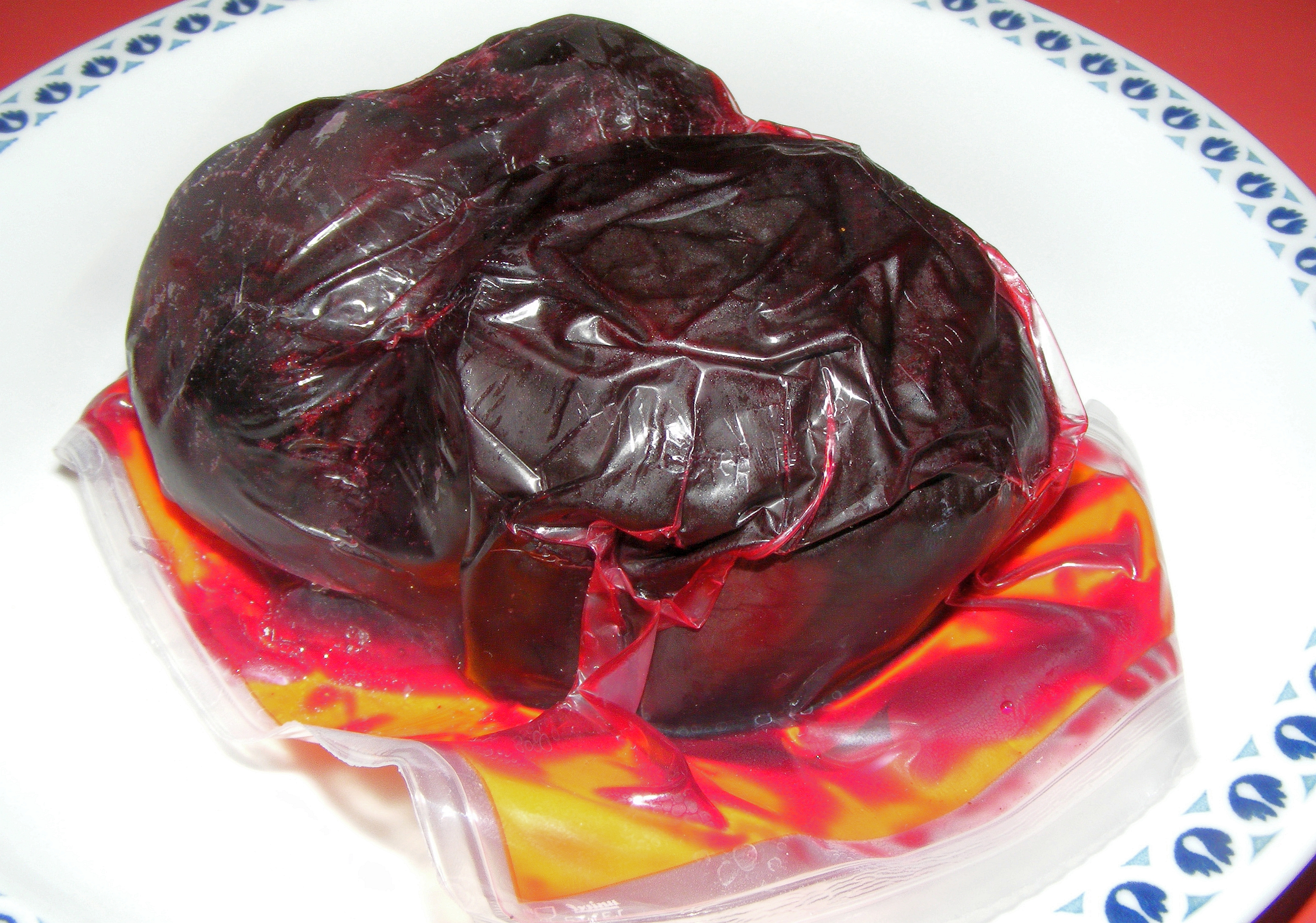
Bietola rossa "da tubero" precotta in confezione sottovuoto

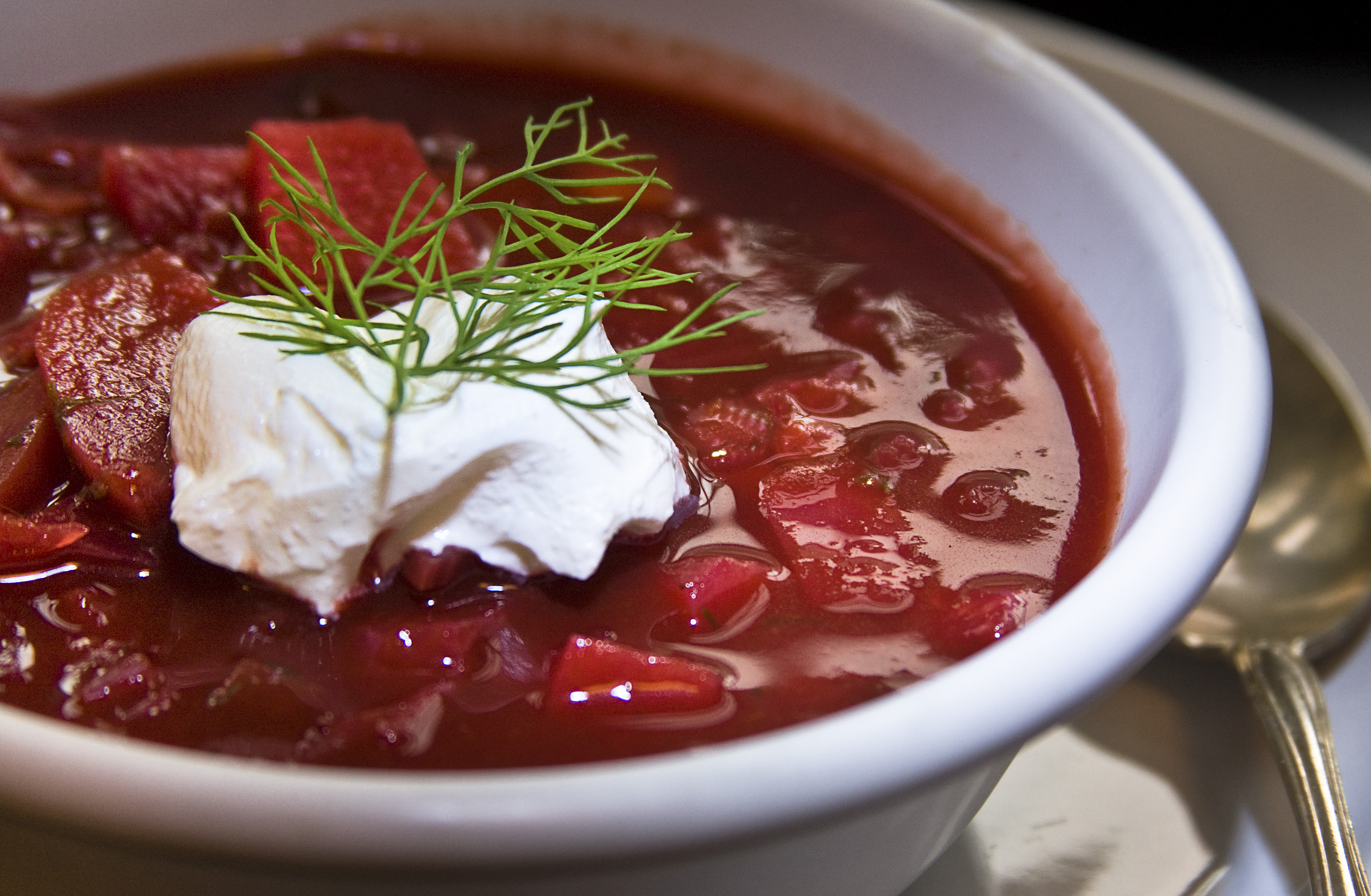
Boršč

Le foglie di bietola vengono consumate come ortaggio. A volte si utilizzano in modo simile anche le giovani foglie della barbabietola. 
Le foglie e gli steli delle piante giovani vengono cotti a vapore per un breve periodo e mangiati come verdura; le foglie e gli steli più vecchi vengono saltati in padella e hanno un sapore che ricorda le foglie di taro.
Le radici delle barbabietole, solitamente di un rosso intenso, possono essere cotte al forno, bollite o al vapore e spesso servite calde come verdura cotta o fredde in insalata. Gran parte della produzione commerciale viene trasformata in barbabietole bollite e sterilizzate oppure in sottaceti. Nell'Europa orientale la zuppa di barbabietole, come il boršč, è un piatto popolare. Le barbabietole di colore giallo vengono coltivate su piccola scala per il consumo domestico.
In alcune persone il consumo di barbabietole provoca la comparsa di urine rosate .
Il succo di barbabietola negli ultimi anni è stato a lungo studiato per le sue proprietà stimolanti, specialmente in ambito sportivo. Grazie al suo alto contenuto di nitrati sarebbe in grado di potenziare il rendimento muscolare in maniera del tutto naturale. Secondo una ricerca dell'Università di Exeter (Inghilterra), il succo di barbabietola sarebbe in grado di migliorare il rendimento degli atleti. Il succo somministrato ad un team di ciclisti ha dimostrato un incremento della loro velocità superiore al 2,5%.

## Informazioni nutrizionali
Le parti commestibili della barbabietola sono le foglie (bieta o bietola) e le radici.
Per quanto riguarda la bietola, 100 g contengono:
- energia: 230 kJ
- acqua: 89,78 g
- sodio: 10 mg
- proteine: 1,3 g
- potassio: 196 mg
- lipidi: 0,1 g
- ferro: 1 mg
- glucidi: 2,8 g
- vitamina A: 263 mg
- fibra: 1,2 g
- vitamina C: 18 mg

Per quanto concerne la barbabietola da zucchero, di cui si utilizza la radice, 100 g contengono:
- energia: 84 kJ
- carboidrati: 4 g
- lipidi: 0 g
- acqua: 91,3 g
- proteine: 1,1 g

Inoltre tutti i tipi di barbabietola contengono antiossidanti e una notevole quantità di acido ossalico e di nitrati.